# Kim Yeon-koung
Kim Yeon-koung (* 26. Februar 1988 in Seoul, Südkorea) ist eine südkoreanische Volleyballspielerin.
Kim Yeon-koung spielte von 2005 bis 2009 in ihrer Heimat bei Heungkuk Life und wurde hier dreimal südkoreanischer Meister. Von 2009 bis 2011 spielte sie in Japan bei JT Marvelous. Von 2011 bis 2017 spielte sie in der Türkei bei Fenerbahçe Istanbul, mit dem sie 2012 die Champions League, 2014 den CEV-Pokal und 2015 sowie 2017 das nationale Double gewann. 2017/18 spielte Kim Yeon-koung in China bei Shanghai Volleyball. Von 2018 bis 2020 war sie wieder in der Türkei bei Eczacibasi Vitra aktiv.
Seit 2005 spielte Kim Yeon-koung auch in der südkoreanischen Nationalmannschaft. Auf verschiedenen asiatischen Wettbewerben wurde sie als Topscorerin ausgezeichnet. 2012 erreichte die Diagonalangreiferin mit der Nationalmannschaft bei den Olympischen Spielen in London den vierten Rang und wurde erneut als Topscorerin und MVP ausgezeichnet. Bei den Olympischen Spielen 2016 in Rio de Janeiro belegte sie Platz fünf.
Bei den Olympischen Spielen 2021 in Tokio belegte sie mit der südkoreanischen Mannschaft den vierten Platz. Während der Eröffnungsfeier war sie, gemeinsam mit dem Schwimmer Hwang Sun-Woo, die Fahnenträgerin ihrer Nation. Nach den Spielen erklärte Kim das Ende ihrer Karriere als Nationalspielerin.